# Верона, Гвидо да
Гвидо да Верона (итал. Guido da Verona; 7 сентября 1881[…], Саличето-Панаро, Эмилия-Романья — 5 апреля 1939, Милан) — итальянский писатель
-сатирик

 и поэт.

## Биография
Гвидо да Верона родился 7 сентября 1881 года в местечке Саличето-Панаро на севере Итальянского королевства в еврейской семье.
В первом издании «БСЭ» Верона описывается как «писатель школы д’Аннунцио», но замечается, что «…идеология его не прикрыта, как у д’Аннунцио, покровом эстетизма: он сводит „сверхчеловека“ на землю, заставляя его разрешать чисто практические задачи. Новое итал. буржуазное общество, охваченное жаждой быстрого обогащения и порвавшее со старой моралью, которая в некоторых отношениях связывала людей, ищущих наслаждения и легкой наживы, нашло в лице В. своего поэта и бытописателя».
Верона приобрёл большую популярность как прозаик в 1911 году, когда опубликовал свой первый роман «Colei che non si deve amare», считающийся одним из самых ярких образцов итальянского фельетона начала XIX века.
В 1912 году в романе «Жизнь начинается завтра» («La vita comincia domani») Верона как бы символически рисует прощание представителей буржуазии с «моралью вчерашнего дня», которую они называют пуританской: «завтрашний день» представляется сулящим им богатство, наслаждения, славу. Таким же настроением насыщены и другие книги Вероны [«Та, которую не следует любить» («Colei che non si deve amare», 1910) или «Книга моей блуждающей мечты» («I libro del mio sogno errante», 1919)].
С 1914 по 1939 год Верона был самым коммерчески успешным итальянским писателем. Особенно широко разошёлся его роман «Mimì Bluette, fiore del mio giardino», который достиг тиража в 300 тысяч экземпляров в 1922 году, что являлось впечатляющей цифрой для Италии, где подавляющая часть населения была неграмотной.
В 1925 году он подписал Манифест фашистских интеллектуалов, что в итоге ударило по нему самому; после принятия расовых законов он стал, мягко говоря, непопулярен у режима Муссолини и 5 апреля 1939 года в Милане покончил жизнь самоубийством.
Некоторые книги Вероны были переведены на русский язык ещё при жизни автора («Жизнь начинается завтра», СПб., 1913, «Мими Блюэтт», Л., 1925, «Ад живых людей», Л., 1928).